# Надровы

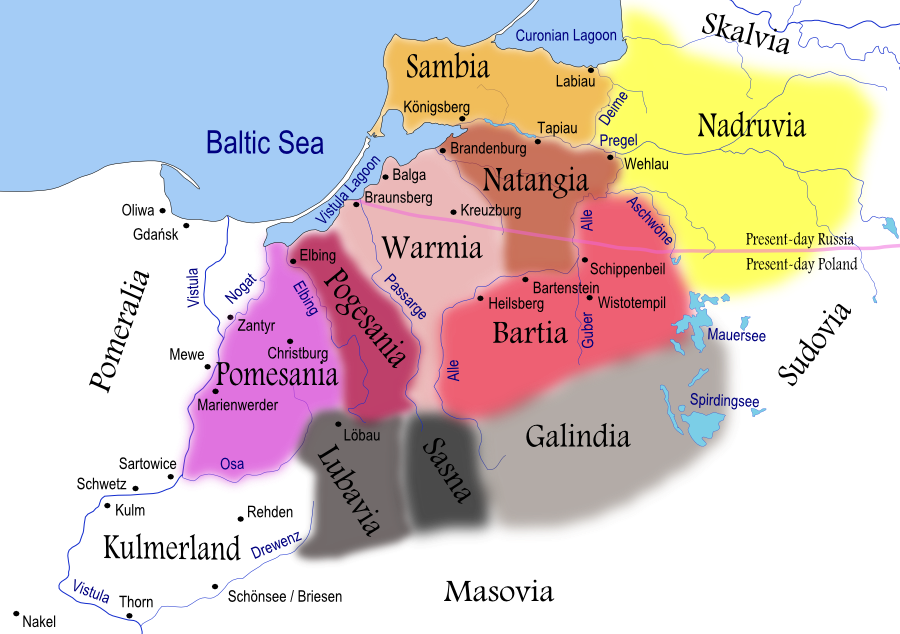
Надровы и другие прусские племена в XIII веке

 Надровы  — одно из древнепрусских племён. Населяли Надровию, обширную территорию на самом севере Пруссии. Граничили со скальвами по Неману на севере, с ятвягами на востоке, и с остальными прусскими племенами на юге и западе. Большая часть информации об этом племени почёрпнута из хроники  Петра из Дуйсбурга.

## История
В 1236 г. Пётр из Дуйсбурга написал, что в  Надровии находилась Прусская Ромува, священный центр языческой религии балтов. Из Ромувы кривис, главный жрец управлял религиозными структурами всех балтов. Ни один другой источник о местонахождении этого святилища не упоминает, поэтому некоторые учёные сомневаются, существовала ли такая структура вообще.
Как самое северное племя, надровы были завоёваны Тевтонским Орденом позже всех . В 1230 г. тевтонские рыцари построили замок в  Хелминской земле и продолжили экспансию в земли язычников, попутно обращая население этих земель в христианство. первые стычки между надровами и рыцарями произошли ок. 1255 г., когда Орден пытался завоевать самбийцев, западных соседей надровов. Пётр из Дуйсбурга утверждает, что у надровов было несколько крепостей с мощным гарнизоном. Два искажённых названия он приводит (Otholicia и Cameniswika), однако, где располагались эти крепости, определить очень сложно. Надровы построили ещё один замок в Велуве когда рыцари стали захватывать их земли. 
Окончательное завоевание Надровии было отсрочено Великим прусским восстанием, разразившимся в 1260 г. Восстание было подавлено в 1274 г., а Надровия пала в 1275. Велува была захвачена тевтонцами и переименована в Велау. Горстка надровов спаслась в Великом княжестве Литовском. Остальные были постепенно ассимилированы немецкими поселенцами.
В то время, как большинство лингвистов согласны с тем, что надровы были прусским племенем, некоторые историки, полагают, что они были отдельным племенем, более родственным западным литовцам, чем пруссам. Дело осложняется тем, что после крестовых походов Надровия сильно обезлюдела, и позже была заселена немецкими и литовскими колонистами (см. Малая Литва). Поэтому довольно сложно определить, жили ли литовцы на этих землях исконно или пришли уже после крестовых походов.

## Этимология названия племени
- Казимир Буга возводит *Nadravo к прусск. na (на) и dravis (дерево).
- Казис Куаванис и Зигмас Зинкевичюс считают, что от na и рефлексап.-и.-е. *dhreu- (плыть).
- Вилюс Пятерайтис предполагает, что это название произошло от Дравы, одного из притоков Преголи, название которой не сохранилось[3].
- Как и в случае с остальными прусскими племенами, народная этимология утверждает, что надровы так назывались в честь Надро, сына прусского вождя Видевута.